# Panagia Chryseleousa, Lysos
Panagia Chryseleousa är en kyrkobyggnad för Cyperns ortodoxa kyrka i Lysos på Cypern.

## Kyrkobyggnaden
Panagia Chryseleousa uppfördes troligen vid slutet av 1400-talet. Stilen är bysantinsk med gotiska element som kupol och valv. Mitt på den ursprungliga kyrkan finns ett åttakantigt torn med en kupol.
Någon gång runt början av 1600-talet murades det gotiska fönstret i kyrkans absid igen. En nisch skapades i dess ställe, med Jungfru Maria som håller Jesusbarnet. I början 1900-talet revs kyrkans västra vägg och en utbyggnad tillfördes.